# Blakea oldemanii
Blakea oldemanii es una especie de planta fanerógama perteneciente a la familia  Melastomataceae. Se encuentra en  Ecuador.  Su hábitat natural son las montañas húmedas subtropicales o tropicales.

## Distribución y hábitat
Es un arbusto o pequeño árbol natural de las selvas alpinas del oeste de Ecuador. Encontrada cerca de San Juan y Chiriboga, en la carretera El Lloar-Mindo y cerca del  Volcán Atacazo. La mayoría de los descubrimientos a principios del siglo XX, el último en 1987. No se conoce la existencia de la especie en las áreas protegidas de Ecuador, pero una colonia ha sido vista en la reserva privada del Río Guajalito.

## Taxonomía
Blakea oldemanii fue descrita por Wurdack y publicado en Phytologia 43(4): 352–353. 1979.